# Desjardins Assurances
Pour les articles homonymes, voir Desjardins.
Desjardins Assurances fait partie du Mouvement des caisses Desjardins, le plus important groupe financier intégré de nature coopérative au Canada. Desjardins Assurances possède deux principales filiales, soit Desjardins Sécurité Financière, compagnie d'assurance vie (produits d'assurance vie, de santé et de retraite), et Desjardins Assurances Générales inc. (produits d'assurance auto, habitation et entreprises).  

## Modèle coopératif
L'une des forces de Desjardins Assurances est son modèle coopératif, qui met l'accent sur les valeurs humaines. La compagnie se démarque ainsi notamment par son engagement dans la communauté, la santé et l'équilibre travail-famille ainsi que dans la formation et le développement des talents. En 2017, ils estimaient remettre près de 200 millions de dollars par année dans différentes communautés du Québec. 
En 2016, la compagnie s'est également montrée proactive lors de l'incident à Fort McMurray; elle a directement joint chacun de ses membres pour s'enquérir des actions à prendre, et a assuré que cela n'aurait pas d'impact sur les primes.
Desjardins Assurance met ainsi de l'avant une stratégie de focalisation sur le client, qui est considéré comme membre dans ce modèle d'affaire. L'un des derniers avancements en ce sens est notamment le virage numérique: selon M. Dubois, le focus client doit maintenant être axé sur l'innovation et la prévention, qu'incarnent les avancées technologiques de la compagnie, afin de mieux répondre aux besoins de ses membres. C'est ainsi que divers programmes sont offerts aux clients, notamment Ajusto, qui évalue la conduite et permet d'offrir des rabais sur les primes pour les bons conducteurs, et Alerte, qui permet de prévenir les dégâts d'eau. Ils ont été les premiers en Ontario et au Québec à diffuser largement une offre de produits d'assurance au kilomètre (usage based insurance (UBI) en anglais), et sont désormais les principaux distributeurs à offrir ce type de programme d'assurance. 

## Histoire
La première filiale du Groupe Desjardins fut créée en 1944 sous le nom de "Société d'assurance des caisses populaires" (SACP). La SACP est aujourd'hui connue sous le nom de DAG, Desjardins Assurances Générales. En 1948, Desjardins Assurance Vie (maintenant Desjardins Sécurité Financière) voit le jour à son tour. Les deux compagnies d'assurance voient leurs activités prospérer dans un contexte d'après-guerre et de prospérité économique, et se regroupent sous la bannière générale de "Desjardins Assurance". 
En 2015, Desjardins Assurance acquiert le portefeuille de StateFarm, devenant du coup le deuxième plus important assureur de dommages au Canada et le premier en Ontario. Cette acquisition a permis de pratiquement doubler son volume de primes souscrites en assurance de dommages, passant de 2 milliards de dollars à 4 milliards. 50 % du volume d'affaire de Desjardins Assurance provient ainsi maintenant de StateFarm. D'autres parts de ces primes proviennent également de l'assurance de groupe de Desjardins, La Personnelle, des activités de white label avec Banque Scotia, du courtage avec la Western Financial et finalement des activités reliées aux agents exclusifs au Québec. 